# Венцеслав II (Бохемия)
Венцеслав II (чешки: Václav II., Вацлав II) (1137 - 1192) е за година херцог на Бохемия от династията Пршемисловци.